# Atomschach
Atomschach ist eine Schachvariante. Gegenüber dem Standard-Schach gelten andere Regeln für das Schlagen von Steinen.

## Regeln
Es gelten die Regeln des gewöhnlichen Schach mit einer Ausnahme: Wenn ein Stein geschlagen wird (d. h. wenn ein Stein auf ein Feld mit einem gegnerischen Stein zieht), dann wird nicht nur der geschlagene, sondern auch der schlagende Stein vom Brett genommen, und außerdem auch alle (eigenen und gegnerischen) Steine auf den gerade oder diagonal an das Schlagfeld angrenzenden Feldern, mit Ausnahme der Bauern. Ein Bauer wird nur dann vom Brett genommen, wenn er am Schlagvorgang direkt beteiligt ist, also entweder die schlagende oder die geschlagene Figur ist. Man sagt, dass jeder Schlagfall eine atomare Explosion auslöst und leitet den Namen des Spiels daraus ab.
Statt mit dem Mattsetzen des Königs wie im Schach wird die Atomschach-Partie meist dadurch beendet, dass eine Figur neben dem König geschlagen wird. Denn wie die anderen Figuren wird er von der Explosion getroffen. In den auf den gängigen Internetplattformen Internet Chess Club und FICS gespielten Versionen kann der König auch direkt geschlagen werden, der Begriff des Schachgebots existiert nicht explizit. Ein Angriff auf den König kann auch direkt mit Explodieren des gegnerischen Königs und sofortigem Gewinn beantwortet werden, wenn es die Stellung erlaubt.
Da das Spiel insgesamt wesentlich schneller ist, hat Weiß von Anfang an eine starke Initiative. Schwarz ist in den meisten Eröffnungen lange nur damit beschäftigt, die direkten Angriffe des Weißen abzuwehren. So kann er zum Beispiel schon nach dem Zug 1. Sf3 praktisch nur mit f6 oder e5 antworten. Der Anzugsvorteil des Weißen ist in dieser Hinsicht deutlich größer als im Standard-Schach. Es gibt zahlreiche Eröffnungen, die Schwarz in mehreren Situationen nur einen einzigen Zug erlauben, der die Stellung hält. Dennoch ist bisher keine Eröffnungsvariante bekannt, die Weiß bei korrektem Spiel von Schwarz einen dauerhaften Vorteil sichert, und auch für den Weißspieler gibt es zahlreiche Fallstricke in der Eröffnungsphase.
Atomschach kann im Internet auf sogenannten Schachservern gespielt werden (siehe auch: Free Internet Chess Server).

## Varianten
Außer dem beschriebenen Atomschach gibt es noch einige Varianten, etwa eine, bei der für die Bauern keine Sonderregeln gelten.
Lars Döring beschreibt eine Variante, in der zwar die Bauern, aber nicht der König durch einen Schlag auf einem benachbarten Feld vernichtet werden. Der Anzugsvorteil von Weiß ist dadurch erheblich kleiner. Der König darf in dieser Variante auch selbst schlagen, wodurch die in der Umgebung stehenden Figuren vernichtet werden, er selbst aber nicht. Er darf jedoch eine gedeckte Figur nicht schlagen, auch wenn die deckende Figur durch den Schlag vernichtet würde.

## Geschichte
Der Ursprung des Atomschachs ist nicht genau bekannt. Die Regeln stellte Klaus Knopper 1995 für den German Internet Chess Server an der Uni Kaiserslautern zusammen.
Mehrere vom Atomschach unabhängige Schachvarianten tragen ebenfalls die englische Bezeichnung Atomic Chess. Sie sind jedoch weniger verbreitet.